# Aggio (Genova)
Aggio (pronuncia in genovese /ˈadʒu/) è una frazione di Genova compresa nell'"unità urbanistica" Doria (ex circoscrizione di Struppa) del Municipio IV Media Valbisagno.

## Geografia
Il borgo, il cui toponimo deriva dall'omonimo termine ligure, che significa "aglio", per la presenza nella zona di numerose piante di aglio selvatico (Allium triquetrum), è situato a 380 m sulle alture della val Bisagno, nella valletta del rio Torbido, affluente di destra del Bisagno.
Il borgo, con le case disposte a gradini lungo il ripido pendio della valle, è attraversato dalla strada provinciale SP 13 "di Creto", che con numerosi tornanti collega la val Bisagno con la valle Scrivia. Questa strada, aperta all'inizio del Novecento, unisce la località Doria (un tempo sede del comune di Struppa, annesso a Genova nel 1926) con Montoggio, passando per il valico di Creto (605 m).

## Storia
Prima della costruzione della strada, Aggio era raggiungibile in un'ora di cammino con una ripida mulattiera che iniziava dall'antica chiesa di San Siro di Struppa, poco frequentata dai viandanti, che per raggiungere la valle Scrivia preferivano altre vie più comode, come quelle che passavano per le frazioni di San Cosimo e San Martino. A testimonianza di questo l'assenza di monasteri, ospitali ed anche di semplici cappelle lungo questa via, che viceversa fu scelta all'inizio del XX secolo come percorso della nuova carrozzabile, che transita proprio attraverso il paese e dal 1927 è percorsa dalla gara motociclistica Doria-Creto.
In passato gli abitanti del borgo si dedicavano soprattutto all'allevamento del bestiame ed erano conosciuti a Genova come produttori di ricotta, mentre era scarsamente praticata l'agricoltura, essendo inadatti alle coltivazioni i ripidi versanti della montagna dove per la difficoltà di accesso non sorsero neppure palazzi di villeggiatura.
Con la costruzione della strada anche il borgo, formato da poche case arroccate sulle ripide pendici del monte, si ingrandì e furono costruite nuove case, ed ha avuto inizio anche una frequentazione estiva da parte di molti abitanti della città, per i quali sono organizzate attività culturali e ricreative.

## Monumenti e luoghi di interesse

### Chiesa di San Giovanni Battista in Aggio

#### Storia

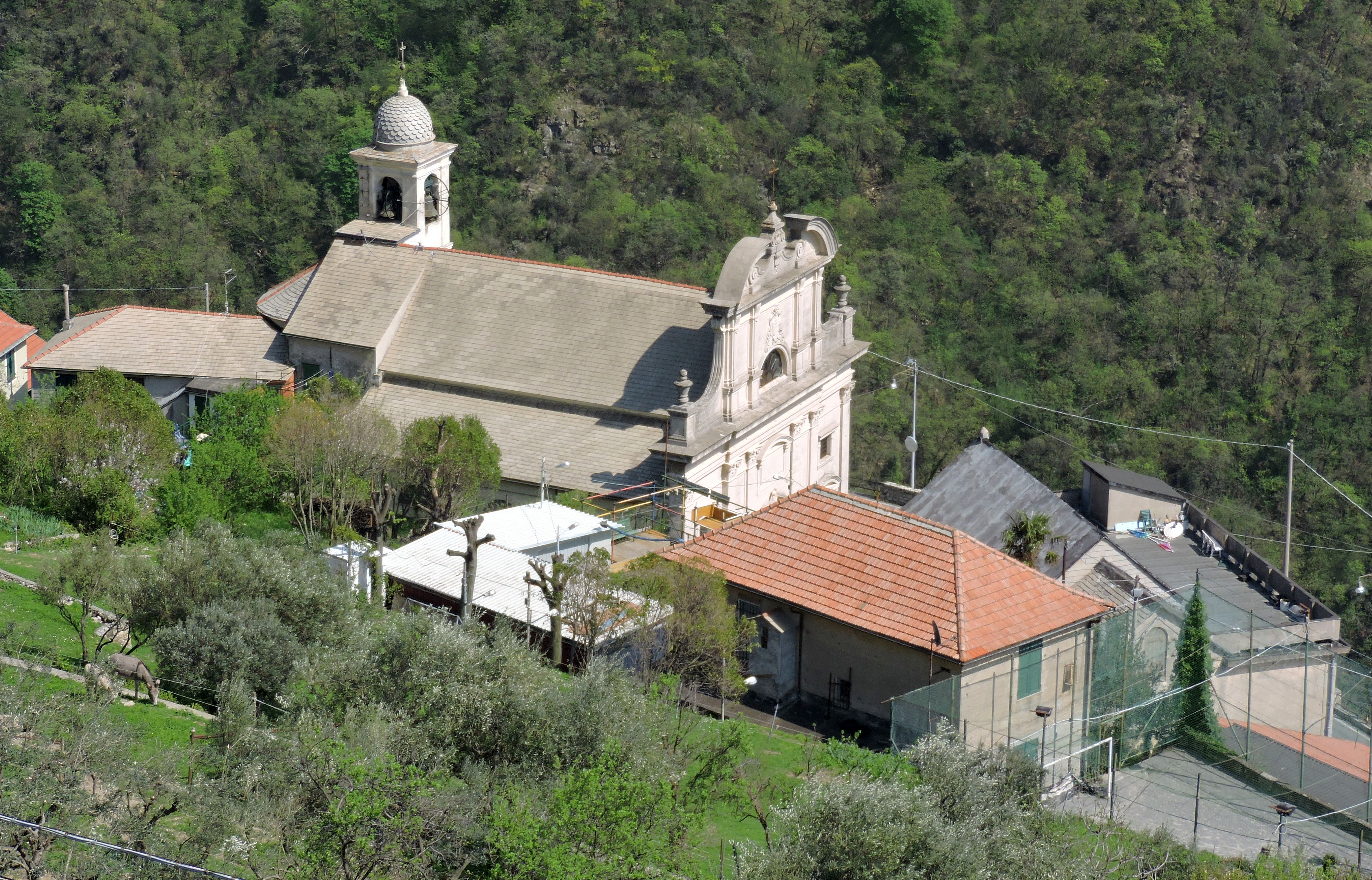
La chiesa di San Giovanni Battista in Aggio

La chiesa di San Giovanni Battista si trova in una piazzetta nel centro del borgo, dirimpetto all'oratorio, nella frazione del Piano, sul tracciato dell'antico cammino che dalla val Bisagno portava a Creto e in valle Scrivia.
Una cappella nel borgo esisteva probabilmente fin dal medioevo, e sarebbe stata citata per la prima volta in un documento del 1226, ma le prime notizie certe risalgono alla sua ricostruzione nel 1613 per iniziativa del cancelliere e segretario della Repubblica Ottaviano Corrigia.
La chiesa fu dedicata a Maria Santissima, a San Giovanni Battista e a San Lorenzo.
Il 2 ottobre 1657, secondo gli storici Angelo e Marcello Remondini (o 1658, secondo il Ferretto) la chiesa, in precedenza succursale di San Siro di Struppa, fu eretta in parrocchia dal cardinale Stefano Durazzo.
Fu saccheggiata nel 1746, durante la guerra di successione austriaca: furono rubate la statua marmorea della Madonna, mentre i valligiani di Casella, vicino paese della valle Scrivia, asportarono le due campane, alloggiate in due piccoli archetti sul tetto (all'epoca la chiesa non disponeva di un campanile), recuperate nel luglio del 1747 dai paesani di Aggio che, secondo quanto riportato in un documento del 1750 conservato nell'archivio parrocchiale di Casella, "con la forza e grandissimo oltraggio", rubarono dal campanile della chiesa di Casella due campane del peso di "circa 2050 libbre" (circa 7 quintali).
Nel 1772 venne finalmente costruito il campanile, che fu dotato di una terza campana.
Nel 1872, sacrificando un grande olmo che sorgeva sul piazzale, la chiesa fu allungata di cinque metri e nel 1880 fu decorata ad affresco la facciata .
La chiesa venne eretta a prevostura dal cardinale Boggiani il 12 agosto 1919.

##### La vicenda di don Nicola Ricchini
Nel 2005 nella piazza di Aggio è stata collocata, a cura del comune di Genova, una targa in ricordo di don Nicola Ricchini, parroco di Aggio, protagonista di un curioso episodio durante la seconda guerra mondiale, quando fu deportato in Germania perché accusato di aver collaborato con i partigiani.
Don Ricchini, nato a Bolzaneto nel 1910, fu ordinato sacerdote nel 1933 e nominato parroco di Aggio nel 1938. Quando 14 ottobre 1944 i partigiani fecero esplodere un deposito di tritolo dei tedeschi, distruggendo alcuni tornanti della strada provinciale, il parroco, che si era prestato a preavvisare la popolazione del borgo suonando le campane poco prima dell'esplosione in modo che tutti potessero mettersi al sicuro, fu arrestato dalle SS. Fu portato prima nel carcere di Marassi e poi nel campo di concentramento di Flossenbürg, dove rischiò più volte la morte e dove, gravemente ammalato, rimase sino alla liberazione, il 20 aprile 1945.
Ristabilitosi, nonostante gli fosse stato pronosticato solo qualche giorno di vita, alcuni mesi più tardi riuscì a tornare a Genova, dove, a causa di una errata comunicazione giunta all'allora arcivescovo card. Pietro Boetto era stato dato per morto (proprio pochi giorni prima del suo ritorno, nell'agosto del 1945, era stata celebrata una cerimonia funebre in sua memoria e nominato il suo successore alla guida della parrocchia). Reintegrato nell'incarico, rimase ad Aggio fino alla morte, nel 1986.

#### Descrizione
La chiesa ha la facciata tripartita orizzontalmente. Nella fascia inferiore, a sua volta tripartita verticalmente da coppie di lesene, si aprono le tre porte di ingresso, ciascuna sormontata da un frontone in rilievo. La parte centrale, in cui si apre la porta principale, è avanzata rispetto al resto della facciata. Al di sopra delle due porte laterali oltre al frontone si aprono due finestre rettangolari. Le lesene della parte inferiore della facciata sorreggono una trabeazione con architrave e una cornice sporgente sulla quale si eleva il registro superiore, con al centro un finestrone semicircolare, ed un frontone che a sua volta sorregge la parte superiore della facciata formata da due vele in muratura con perimetro curvo. Internamente la chiesa ha tre navate divise da pilastri e l'abside semicircolare. Sono presenti due altari laterali lungo la navata di destra e uno solo in quella di sinistra; due cappelle sormontate da volte a botte chiudono le navate laterali ai lati del presbiterio.
L'organo risale alla prima metà dell'Ottocento. 
La chiesa conserva altari e pulpito in marmo e dipinti del Seicento genovese.

## Eventi
- Festa di san Giovanni Battista - 24 giugno
- Festa di san Rocco - 16 agosto
- Festa di Nostra Signora del Rosario - prima domenica di ottobre

### Doria-Creto
La Doria-Creto è una gara motociclistica genovese, che si teneva a partire da Doria verso Creto, lungo la strada statale 225 (ora strada provinciale 13). Le sue origini risalgono al 1927, quando il percorso non era ancora asfaltato; oggi è diventata una manifestazione non competitiva.

### Marcia verde
La "Marcia verde" è una marcia amatoriale che parte ed arriva sul piazzale antistante la chiesa ad Aggio e percorre una serie di sentieri. La marcia è stata ripresa nel 2006 dopo una interruzione di quindici anni, a cura del "Gruppo sportivo ricreativo Aggio". Il percorso si svolge per Passo Doasco, il passaggio del rio Scaggia, casa Doasco, l'attraversamento del rio Torbido, Gave, Colle del Sisa e quindi il ritorno sul sentiero dell'Alta Via dei Monti Liguri.